# Green Acres (Oregon, Coos megye)
Green Acres (más néven Greenacres) az Amerikai Egyesült Államok északnyugati részén, Oregon állam Coos megyéjében, az Oregon Route 42-től keletre elhelyezkedő önkormányzat nélküli település.
A területen a 19. század végén John Kruse dán hajóépítő farmja feküldt. A Kruse által épített Western Shore háromárbócos fa klipperhajó több sebességrekordot is felállított.
Ma a grangerek közösségi háza, önkéntes tűzoltóság, egy templom és egy halkeltető található itt. Az iskola 1985-ben zárt be.

## Fordítás
- Ez a szócikk részben vagy egészben  a   Green Acres, Coos County, Oregon című angol Wikipédia-szócikk ezen változatának fordításán alapul.  Az eredeti cikk szerkesztőit annak laptörténete sorolja fel. Ez a jelzés csupán a megfogalmazás eredetét és a szerzői jogokat jelzi, nem szolgál a cikkben szereplő információk forrásmegjelöléseként.